# پوستی که در آن زندگی می‌کنم
پوستی که در آن زندگی می‌کنم (به اسپانیایی: La piel que habito) فیلمی اسپانیایی در ژانر علمی تخیلی و دلهره‌آور روان‌شناختی به نویسندگی و کارگردانی پدرو آلمودوار در سال ۲۰۱۱ است. این فیلم بر اساس رمان میگل (به معنی رتیل) به قلم تیری ژونکت محصول سال ۱۹۸۴ ساخته شده‌است که ابتدا به زبان فرانسوی و سپس به زبان انگلیسی تحت عنوان تارانتولا منتشر شده‌است. آنتونیو باندراس، النا آنایا، ماریسا پاردس، جان کورنت، و روبرتو آلامو از بازیگران آن هستند.

## داستان
پزشکی ثروتمند به‌نام رابرت لگارد (با بازی آنتونیو باندراس) می‌خواهد با روش‌های ژنتیکی از دی‌ان‌ای خوک، پوست جدید برای انسان بسازد که در برابر آتش و نیش حشرات مقاوم باشد. او که حالا از طرف همکارانش طرد شده‌است، در ویلایی مخفی همراه با مستخدمش ماریلیا که زنی بداخلاق (که در حقیقت مادرش) است به تحقیقاتش ادامه می‌دهد. در حادثه تصادف اتوموبیل همسر لگارد دچار سوختگی شدید می‌شود اما نمیمیرد و همین بهانه‌ای می‌شود که لگارد چنین تحقیقاتی را انجام دهد. همسر لگارد بعد از ماه ها درمان از تخت برمیخیزد و وقتی خود را در آینه میبیند خودش را از پنجره به بیرون پرت میکند و خودکشی می‌کند درحالی که دختر کوچکش نورما شاهد خودکشی مادرش بوده است و این باعث مریض شدن روح و روان نورما می‌شود.
چند سال بعد، زمانی که نورما تحت درمان های اعصاب و روان بود، در یک مهمانی مورد تجاوز یکی از مهمان‌ها به اسم وینسنت قرار می‌گیرد و مجددا دچار فروپاشی روان میشود و مثل مادرش خودکشی می‌کند. لگارد به دنبال وینسنت می‌گردد و او را در خانه خود زندانی می‌کند و آزمایش‌های پزشکی خودش را روی او انجام می‌دهد. با عمل جراحی جنسیتش را و نامش را از وینسنت به ورا تغییر می‌دهد‌. چهره و پوست زنانه برای او میسازد و تلاش میکند که ظاهر او را شبیه همسر فوت شده‌اش شبیه‌سازی کند. 
بعد از گذشت شش سال از زندانی بودن و موش آزمایشگاهی بودن وینسنت، لگارد به موجود تازه ساخته‌اش علاقه‌مند می‌شود. اما وینسنت در نهایت موفق می‌شود از این فرصت استفاده کند تا لگارد و خدمتکارش را به قتل برساند و فرار کند.

## حواشی فیلم
- کارگردان فیلم را در ژانر وحشت بدون وجود عناصر جیغ یا ترسناک می‌داند.
- شخصی که وارد فروشگاه برای فروش لباس می‌شود برادر کارگردان و همچنین تهیه‌کننده فیلم است.
- فیلم از کتابی به اسم Tarantula اقتباس شده‌است که کارگردان قبل از ساخت فیلم ۱۰ سال قبل‌تر خوانده بوده‌است.
- ایده ساخت فیلم در سال ۲۰۰۲ به ذهن کارگردان خطور کرده‌است ولی به سال‌ها بعد موکول شده‌است.
- فیلم همکاری مجدد کارگردان و آنتونیو باندراس بعد از ۲۱ سال است.

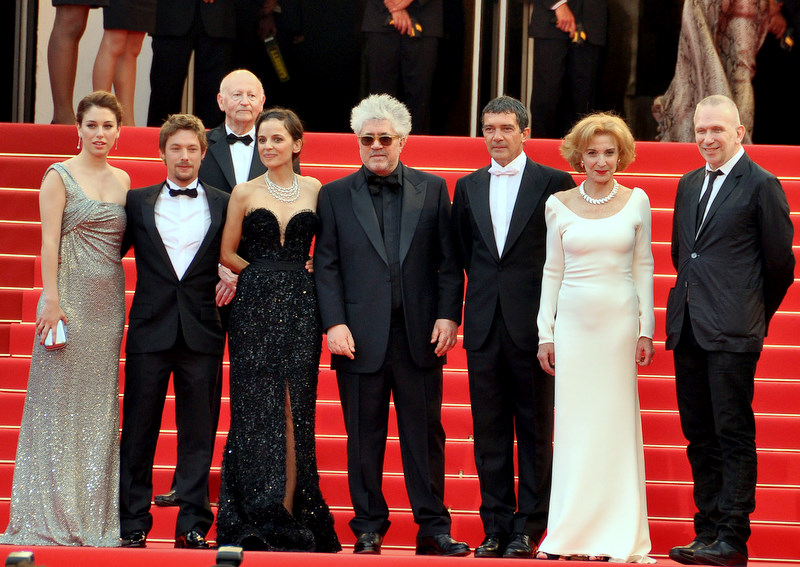
بازیگران اصلی فیلم به همراه کارگردان.

## جوایز
- کاندید بهترین فیلم خارجی زبان (زبان انگلیسی) از جوایز انجمن منتقدین فیلم آرژانتین
- کاندید بهترین فیلم خارجی زبان (زبان انگلیسی) از انجمن منتقدین فیلم استرالیا
- برنده بهترین فیم خارجی زبان از جشنواره بفتا
- کاندید نخل طلا بهترین فیلم جشنواره کن
- کاندید بهترین فیم خارجی زبان از گلدن گلوب